# Jeremias Gotthelf
Jeremias Gotthelf je bil psevdonim švicarskega pisatelja in župnika Alberta Bitziusa, * 4. oktober 1797, Murten, kanton Freiburg, Švica, † 22. oktober 1854, Lützelflüh, kanton Bern.

## Življenje

### Otroštvo in mladost
Albert Bitzius se je rodil v Murtnu 4. oktobra 1797 evangeličanskemu duhovniku Sigmundu Bitziusu in njegovi tretji ženi Elisabeth Bitzius-Kohler. Leta 1805 je bil njegov oče premeščen v vas Utzenstorf, kjer se je Albert seznanil s kmečkim življenjem v dolini Emmental. Poučeval ga je oče. Od leta 1812 je obiskoval gimnazijo v Bernu, nato pa jo dve leti kasneje zamenjal za visoko šolo za teologe, ki jo je obiskoval kot izredni slušatelj.

### Izobrazba
Leta 1817 je pričel z rednim študijem teologije v Bernu, ki ga je zaključil leta 1820. Leta 1819 je bil  ustanovni član študentske bratovščine Schweizersicher Zofingerverein. Po vikariatu pri očetu v Utzenstorfu je leta 1821 za eno leto nadaljeval študij v Göttingenu, Nemčiji. Na študijskem potovanju je obiskal otok Rügen, Berlin, Weimar, Leipzig, Dresden in München. Spomladi leta 1822 se je vrnil v Utzenstorf. Dve leti kasneje je njegov oče umrl in Albert je postal vikar v Herzogenbuchseeju. Leta 1829 je prišel kot župnikov pomočnik v cerkev Sv. duha v Bern. Leta 1831 je bil premeščen v župnijo Lützelflüh v Emmental, kjer je bil leto pozneje izbran za pastorja.

### Delovanje v Lützelflühu
Že zgodaj se je začel zavzemati za splošno šolsko obveznost. V pedagoškem smislu se je distanciral od bernskega rojaka Philippa Emanuela von Fellenberga in se približal tradiciji Johanna Heinricha Pestalozzija. Bojeval se je proti izkoriščanju otrok iz revnih družin, ki so veljali za poceni delovno silo. Zahteval je ukrepe proti alkoholizmu.
Leta 1833 se je poročil s Henriette Zeender (1805-1872), hčerko bernskega profesorja teologije. Skupaj sta imela tri otroke: Henriette (1834-1890), Alberta (1835-1882) in Cecile (1837-1914). Sin je kasneje tudi postal duhovnik in na mnogih področjih nadaljeval prizadevanja očeta za socialno reformo v kantonu Bern.
Leta 1835 so Bitziusa izvolili za šolskega inšpektorja osemnajstih šol v občinah Lützelflüh, Rüegsau, Hasle in Oberburg. Deset let kasneje so ga zaradi političnih nesoglasij s tega položaja odstavili.
Istega leta je sodeloval pri ustanovitvi vzgojnega zavoda za revne v Trachselwaldu, za katerega se je zavzemal vse do svoje smrti. S to temo se je ukvarjal v spisu Stiska revežev (Die Armennot).
Vse bolj je bil tudi politično aktiven. Kritiziral je vladajoče družine v Bernu, ki po njegovem mnenju niso dovolj skrbele za socialno šibke. Bil je v hudih sporih s pravnikom Wilhelmom Snellom, profesorjem na Univerzi v Bernu. Ta je zagovarjal radikalni liberalizem in zavračal Bitziusove reforme, ki naj bi bile preveč intervencionistične.

### Pisatelj
Leta 1836 je Bitzius pričel s pisateljevanjem. Naslov njegovega prvega romana je Kmečko ogledalo (Der Bauern-Spiegel). Ime glavnega junaka je enako Bitziusovemu psevdonimu: Jeremias Gotthelf. V naslednjih letih je veliko pisal in objavljal romane, pripovedi (delno sodobne, delno zgodovinske) in spise.
Veliko vlogo pri širjenju Gotthelfovih del v severnonemške dežele je imel Julius Springer, saj so pri njegovi založbi v Berlinu od leta 1846 izhajala Bitziusova dela. Da bi postal še bolj znan, mu je Springer vedno znova svetoval, naj ne uporablja fraz in pojmov domačega švicarskega narečja. Njegova prva knjiga v visoki nemščini je Hlapec Uli (Uli der Knecht). Springer je ponudil Bitziusove knjige v različnih oblikah in po različnih cenah.
Med letoma 1849 in 1855 je Gottfried Keller recenziral več Gotthelfovih knjig. Svojega rojaka je hvalil kot velikega epskega pesnika, a hkrati kritiziral razbrzdanost njegove antiliberalne propagande.

### Bolezen in smrt
Leta 1851 je Gotthelf zbolel za vodenico. Umrl je 22. oktobra 1854 za posledicami kapi.

### Pomen in delovanje
Gotthelfovi romani odsevajo kmečko življenje 19. stoletja v delno grozljivem realističnem tonu. Ljudi in pokrajino je Gotthelf zmogel opisati že samo z nekaj močnimi besedami. Bolje kot katerikoli drug pisatelj tistega časa je znal v svojih delih izraziti krščanske in humanistične zahteve.
Med njegovimi deli izstopa okvirna pripoved Črni pajek (Die schwarze Spinne), v kateri je stare pripovedke predelal v metaforično pripoved o krščansko-humanističnih predstavah o dobrem in zlem. Novela sprva sicer ni vzbudila veliko pozornosti, danes pa mnogi literarni kritiki menijo, da je ena izmed mojstrovin nemškega bidermajerja.
Menil je, da njegov ideal, družbo, ki jo odlikujejo marljivost, avtohtonost, domoljubje in religioznost, ogrožajo individualizem, liberalizem in naraščajoča industrializacija. Kot simbol te domnevne ogroženosti nastopajo v njegovih delih pogosto judje, ki so običajno  predstavljeni negativno, kot špekulanti ali goljufi. Najdemo tudi protijudovske legende o umoru Boga ali judovski zakrknjenosti.
Njegovo zapuščino hranijo v knjižnici Bürgerbibliothek Bern. V Baslu se po njem imenujeta mestna četrt in ulica.
Gotthelfov dan na evangeličanskem koledarju svetnikov evangeličanske cerkve v Nemčiji je 22. oktober.

## Dela

### Dela, prevedena v slovenščino
- Liza, nenavadna dekla (Elsi, die seltsame Magd, 1843; sl. 1997); pripoved
- Črni pajek (Die schwarze Spinne, 1842; sl. 1925); pripoved
- Dedkova nedelja (Der Sonntag des Großvaters, 1852; sl. 2008); pripoved

### Druga dela
- Kmečko ogledalo ali življenjska zgodba Jeremiasa Gotthelfa, ki jo je napisal on sam (Der Bauern-Spiegel oder Lebensgeschichte des Jeremias Gotthelf, von ihm selbst beschrieben, 1837); roman
- Pomanjkanje vode v Emmentalu (Die Wassernoth im Emmental, 1838); novela
- Kako je pet z žganjem zasvojenih deklic klavrno izgubilo življenje (Wie fünf Mädchen im Branntwein jämmerlich umkommen, 1838); novela
- Žalost in veselje nekega učitelja (Leiden und Freuden eines Schulmeisters, 1838/39); roman
- Pijanec Dursli ali sveti božični večer (Dursli der Branntweinsäufer oder der heilige Weihnachtsabend, 1839); novela
- Kako Joggeli išče ženo (Wie Joggeli eine Frau sucht, 1841); pripoved
- Kako je Anne  Bäbi Jowäger gospodinjila in peljala sina k zdravniku (Wie Anne Bäbi Jowäger haushaltet und wie es ihm mit dem Doktern geht, 1843/44); roman
- Denar in duhovnost (Geld und Geist, 1843/44); roman
- Kurt iz Koppigna (Kurt von Koppigen, 1844); roman
- Jalov dan (Der Geldstag, 1846); roman
- Hans Joggeli, bratranec z dediščino (Hans Joggeli der Erbvetter, 1846); pripoved
- Hlapec Uli, Zakupnik Uli (Uli der Knecht, Uli der Pächter, 1846-1849); roman v dveh delih
- Notar v pasti (Der Notar in der Falle, 1848); pripoved
- Michel išče nevesto (Michels Brautschau, 1849); pripoved
- Sirarna v Vehfreudu (Die Käserei in der Vehfreude, 1850); roman
- Jagoda po imenu Mareili (Das Erdbeeri-Mareili, 1850); novela
- Izdelovalec metel iz Rychiswyla (Der Besenbinder von Rychiswyl, 1851); pripoved
- Duh časa in mesta Bern (Zeitgeist und Berner Geist, 1851); roman
- Pletar Barthli (Barthli der Korber, 1852); pripoved

Gotthelf je pisal tudi večernice, spise, pisma in pridige.

## Filmi, posneti po Gotthelfovih delih
- Hlapec Uli (Uli der Knecht, 1954), režija: Franz Schnyder, igrajo: Hannes Schmidhauser, Liselotte Pulver
- Zakupnik Uli (Uli der Pächter, 1955), režija: Franz Schnyder, igrajo: Hannes Schmidhauser, Liselotte Pulver, Emil Hegetschweiler, Heinrich Gretler
- Sirarna v Vehfreudu (Die Käserei in der Vehfreude, 1958), režija: Franz Schnyder, igrajo: Annemarie Düringer, Franz Matter, Heinrich Gretler, Hedda Koppe, Margrit Winter, Erwin Kohlund, Margrit Rainer
- Anne Bäbi Jowäger (Anne Bäbi Jowäger, 1960), režija: Franz Schnyder, igrajo: Heinrich Gretler, Margrit Winter, Sigfrit Steiner, Margrit Rainer, Ruedi Walter
- Denar in duhovnost (Geld und Geist, 1964), režija: Franz Schnyder, igrajo: Max Haufler, Margrit Winter, Elisabeth Berger, Ruedi Walter
- Črni pajek (Die schwarze Spinne, 1983), režija: Mark M. Rissi, igrajo: Beatrice Kessler, Walo Lüönd, Peter Ehrlich, Walter Hess

## Zanimivosti
Od leta 2004 je občina Lützelflüh, v kateri je deloval Gotthelf, pobratena s slovensko občino Velike Lašče.